# Masao Arai
Masao Arai (japonsky 荒井 政雄; 6. června 1949 Janai, Japonsko – 9. listopadu 2024) byl japonský zápasník, volnostylař. V roce 1976 vybojoval bronzovou medaili v kategorii do 57 kg na olympijských hrách v Montréalu. V roce 1975 vybojoval zlato na mistrovství světa.